# Militärtechnisches Institut
Das Militärtechnische Institut (MTI) der Nationalen Volksarmee wurde als wissenschaftlich-technisches Zentrum der NVA 1975 aufgestellt und dem Stellvertreter des Ministers und Chef Technik und Bewaffnung unterstellt. Es wurde 1990 zum Institut für Produktprüfung und Industrietoxikologie (IPI) umgebildet und im Oktober 1990 zur nachfolgenden Abwicklung durch die Bundesanstalt für Materialprüfung übernommen.

## Aufgaben
Das MTI hatte folgende Aufgaben:
1. Forschung zu solchen wissenschaftlichen Sachverhalten wie chemischer Schutz, Infrarot- und Lasertechnik, Korrosionsschutz kompletter Waffensysteme, Ausbildungs- und Simulationstechnik, Nutzungs-, Instandhaltungs- und Lagerungsprozesse der Bewaffnung, die auf Grund ihrer militärischen Spezifika nicht in zivilen Einrichtungen erfolgen konnte
2. Beeinflussung  ausgewählter Forschungs- und Entwicklungsvorhaben in Wissenschaft und Industrie der DDR zur militärischen Nutzung deren Ergebnisse, so z. B. Optoelektronik, Farbpigmentforschung, Werkstofftechnologien, Kraftfahrzeugtechnik, Nachrichtentechnik
3. Wissenschaftlich-technische Vorbereitung und Betreuung der Entwicklung von Militärtechnik in der Industrie der DDR sowie deren militärtechnische Erprobung im Zusammenwirken mit den Waffengattungen und Diensten. Schwerpunkte bildeten u. a. Nachrichtentechnik, Tarnmittel, mobile Werkstätten und Feldsanitätsausrüstung, Brückenlegetechnik sowie Wasserfiltertechnik. Dazu gehörte die Prüfung von Funktion und Zuverlässigkeit von Mitteln und Geräten des Schutzes vor den bekannten chemischen Kampfstoffen der Armeen der NATO.
4. Wissenschaftlich-Technische Zusammenarbeit zum Aufgabenumfang des Instituts mit den Armeen des Warschauer Paktes und weiterer sozialistischer Staaten. Dieser Aufgabenstellung lag zu Grunde, dass die Hauptarten der Bewaffnung und Ausrüstung der NVA importiert und nicht in der DDR entwickelt und hergestellt wurden.

## Organisation
Die wissenschaftliche Arbeit des Institutes war methodisch vor allem auf die militärische Nutzung der Ergebnisse von ziviler technischer Forschung und Entwicklung gerichtet.
Dementsprechend gliederte sich das Institut nach technischen Wissenschaftszweigen in die Fachbereiche:
- Maschinenbau / Optik
- Elektrotechnik / Elektronik
- Chemie
- Militärtechnische Erprobung

Die militärische und wissenschaftliche Leitung des Instituts oblag dem Kommandeur des Instituts. Ihm zur Seite standen drei Stellvertreter, und zwar je einer für wissenschaftliche Arbeit, für rückwärtige Sicherstellung und für politische Arbeit.
Darüber hinaus bestanden Struktureinheiten zur wissenschaftlich-technischen Sicherstellung des Instituts, wie Grundsatzarbeit und Planung, Finanzarbeit, wissenschaftliche Information, Werkstatt, materielle Sicherstellung.
Zum Personalbestand des Instituts gehörten 27 Armeeangehörige, davon 23 Offiziere, und 275 Zivilbeschäftigte der NVA.
Nur in den Dienststellungen zur Leitung der Struktureinheiten (Institutsleitung, Fachbereiche, Abteilungen) waren Offiziere eingesetzt. Die Besetzung aller anderen Planstellen, auch die zur Leitung der Arbeitskollektive, erfolgte ausschließlich mit zivil Beschäftigten. Qualifikation: 210 Offiziere und Zivilbeschäftigte besaßen Universitäts- und Hochschulausbildung, davon waren 19 promovierte und 4 habilitierte Wissenschaftler.
Das MTI wurde 1975 aus dem vorhandenen Potential der Erprobungsstellen der Waffengattungen und technischen Dienste in Königs Wusterhausen aufgestellt. Es war in einem 1977 speziell für diese Verwendung erbauten 15 Hektar großen Objekt in Königs Wusterhausen untergebracht. Die Gebäude mit Arbeitsräumen, Laboratorien und Werkstätten, die Labortechnik, die Mess- und Prüfmittel sowie die weiteren technischen Anlagen und Ausrüstungen entsprachen überwiegend dem internationalen wissenschaftlich-technischen Stand. So verfügte das Institut über eine unikate leistungsstarke Lichtimpulsanlage, über moderne Gaschromatographen, Massenspektrometer sowie Infrarot- und Lasergeräte.
Zum MTI gehörte das 12 km² große Erprobungsgelände Horstwalde bei Kummersdorf.
Auf diesem Gelände befanden sich eine Vielzahl von Einrichtungen zur Felderprobung, wie beispielsweise Wasser-, Schlamm- und Sanddurchfahrten, Verwindungsbahnen, Steigungshänge, feste und lose Geröllhänge zur Erprobung von Transport- und Sicherstellungstechnik. Diese Einrichtungen benutzten u. a. auch die Entwicklungsstellen der Kraftfahrzeugindustrie der DDR für Erprobungszwecke. Das Erprobungsgelände, welches bereits vor dem Ersten Weltkrieg und danach bis Ende des Zweiten Weltkrieges der Erprobung von Geschützen und Panzern des Deutschen Heeres, der Reichswehr und der Wehrmacht diente, wurde nach Zuordnung zum Militärtechnischen Institut entsprechend aktueller Anforderungen an Erprobungen modernisiert und ausgebaut.

## Ende des Instituts
Das MTI wurde im März 1990 aus dem Bestand der NVA ausgegliedert, zum „Institut für Produktprüfung und Industrietoxikologie“ (IPI) umgebildet und als Zentralinstitut dem Amt für Standardisierung, Meßwesen und Warenprüfung der DDR unterstellt. Im Oktober 1990 übernahm die Bundesanstalt für Materialprüfung das Institut zur nachfolgenden Abwicklung.